# Paraulopus balteatus
Paraulopus balteatus är en fiskart som beskrevs av Martin F. Gomon 2010. Paraulopus balteatus ingår i släktet Paraulopus och familjen Paraulopidae. Inga underarter finns listade i Catalogue of Life.